# Micrurus spixii
Micrurus spixii är en ormart som beskrevs av Wagler 1824. Micrurus spixii ingår i släktet korallormar och familjen giftsnokar.
Denna orm förekommer i Amazonområdet i Brasilien och i angränsande områden av regionen Guyana, Venezuela, Colombia och Bolivia. Arten lever i låglandet och i kulliga områden upp till 800 meter över havet. Habitatet utgörs av regnskogar, galleriskogar och savanner. Micrurus spixii har andra ormar av släktena Typhlops, Apostolepis, Atractus, Dipsas, Liophis, Umbrivaga och Micrurus som föda. Den äter även groddjur av släktet Aulura och ödlor av släktena Arthrosaura och Kentropyx. Honor lägger ägg.
För beståndet är inga hot kända. Hela populationen anses vara stabil. IUCN listar arten som livskraftig (LC).

## Underarter
Arten delas in i följande underarter:
- M. s. spixii
- M. s. obscurus
- M. s. princeps
- Micrurus spixiii martiusi (Schmidt, 1953)
- Micrurus spurelli (Boulenger, 1914)